# Тихе (Одеський район)
Тихе — село Усатівської сільської громади в Одеському районі Одеської області в Україні. Населення становить 39 осіб.
За радянських часів село називалося Чапаєве. Село внесено до переліку населених пунктів, які потрібно перейменувати згідно із законом «Про засудження комуністичного та націонал-соціалістичного (нацистського) тоталітарних режимів в Україні та заборону пропаганди їхньої символіки». Відтак село дістало назву Тихе.

## Населення
Згідно з переписом 1989 року населення села становило 27 осіб, з яких 12 чоловіків та 15 жінок.
За переписом населення 2001 року в селі мешкало 39 осіб.

### Мова
Розподіл населення за рідною мовою за даними перепису 2001 року:
| Мова            | Кількість | Відсоток |
| --------------- | --------- | -------- |
| українська      | 36        | 92.31%   |
| російська       | 2         | 5.13%    |
| інші/не вказали | 1         | 2.56%    |
| Усього          | 39        | 100%     |